# Chalenata ustatina
Chalenata ustatina là một loài bướm đêm trong họ Noctuidae.